# Groupe F des éliminatoires du Championnat d'Europe de football 2020
 (décembre 2022).
Navigation
Groupe E Groupe G
Cet article donne les résultats des matches du groupe F des éliminatoires de l'Euro 2020.
Le Groupe F est composé de six équipes nationales européennes avec pour tête de série l'Espagne. L'Espagne (1re) et la Suède (2e) du groupe sont directement qualifiés pour la phase finale de la compétition. La Norvège (vainqueur de son groupe en Ligue des Nations) et la Roumanie joueront les barrages.

## Classement
| Rang | Équipe       | Pts | J  | G | N | P | Bp | Bc | Diff |  | Résultats (▼ dom., ► ext.) |     |     |     |     |     |     |
| ---- | ------------ | --- | -- | - | - | - | -- | -- | ---- |  | -------------------------- | --- | --- | --- | --- | --- | --- |
| 1    | Espagne      | 26  | 10 | 8 | 2 | 0 | 31 | 5  | +26  |  | Espagne                    |     | 3-0 | 2-1 | 5-0 | 4-0 | 7-0 |
| 2    | Suède        | 21  | 10 | 6 | 3 | 1 | 23 | 9  | +14  |  | Suède                      | 1-1 |     | 1-1 | 2-1 | 3-0 | 3-0 |
| 3    | Norvège (B)  | 17  | 10 | 4 | 5 | 1 | 19 | 11 | +8   |  | Norvège (B)                | 1-1 | 3-3 |     | 2-2 | 4-0 | 2-0 |
| 4    | Roumanie (B) | 14  | 10 | 4 | 2 | 4 | 17 | 15 | +2   |  | Roumanie (B)               | 1-2 | 0-2 | 1-1 |     | 4-1 | 1-0 |
| 5    | Îles Féroé   | 3   | 10 | 1 | 0 | 9 | 4  | 30 | -26  |  | Îles Féroé                 | 1-4 | 0-4 | 0-2 | 0-3 |     | 1-0 |
| 6    | Malte        | 3   | 10 | 1 | 0 | 9 | 3  | 27 | -24  |  | Malte                      | 0-2 | 0-4 | 1-2 | 0-4 | 2-1 |     |

- Sélection directement qualifiée pour l'Euro 2020

## Résultats et calendrier
| 1re journée        | Malte                                            | 2 - 1   | Îles Féroé                                                        | Ta'Qali Stadium, Ta'Qali                                |                                                         |
| 23 mars 2019 18h00 | ( Fenech (en)) Nwoko 13e · Borg 77e (pen.)       | (1 - 0) | 90+8e Thomsen (en) (Sørensen )                                    | Spectateurs : 7 531 Arbitrage : Vilhjálmur Thórarinsson | Spectateurs : 7 531 Arbitrage : Vilhjálmur Thórarinsson |
| 23 mars 2019 18h00 | Nwoko 36e · Borg 61e · Agius 62e · Bonello 90+8e | Rapport | 33e Joensen · 86e í Bartalsstovu · 90+9e Hansson · 90+9e Sørensen | Spectateurs : 7 531 Arbitrage : Vilhjálmur Thórarinsson | Spectateurs : 7 531 Arbitrage : Vilhjálmur Thórarinsson |

|       | Suède                         | 2 - 1   | Roumanie                              | Friends Arena, Solna                            |                                                 |
| 18h00 | Quaison 33e · Claesson 40e    | (2 - 0) | 58e Keșerü (Marin )                   | Spectateurs : 30 115 Arbitrage : Michael Oliver | Spectateurs : 30 115 Arbitrage : Michael Oliver |
| 18h00 | Svensson 90+3e · Krafth 90+4e | Rapport | 72e Grigore · 79e Hagi · 82e Săpunaru | Spectateurs : 30 115 Arbitrage : Michael Oliver | Spectateurs : 30 115 Arbitrage : Michael Oliver |

|       | Espagne                                | 2 - 1   | Norvège                                                 | Stade de Mestalla, Valence                        |                                                   |
| 20h45 | ( Alba) Rodrigo 16e · Ramos 71e (pen.) | (1 - 0) | 65e (pen.) King                                         | Spectateurs : 39 752 Arbitrage : Andris Treimanis | Spectateurs : 39 752 Arbitrage : Andris Treimanis |
| 20h45 | Ceballos 53e · Martínez 64e            | Rapport | 35e Ajer · 51e Elyounoussi · 53e Johansen · 74e Johnsen | Spectateurs : 39 752 Arbitrage : Andris Treimanis | Spectateurs : 39 752 Arbitrage : Andris Treimanis |

| 2e journée         | Malte             | 0 - 2   | Espagne                                     | Ta'Qali Stadium, Ta'Qali                       |                                                |
| 26 mars 2019 20h45 |                   | (0 - 1) | 31e Morata (Hermoso ) · 73e Morata (Navas ) | Spectateurs : 17 500 Arbitrage : Andrew Dallas | Spectateurs : 17 500 Arbitrage : Andrew Dallas |
| 26 mars 2019 20h45 | Corbalan (en) 72e | Rapport |                                             | Spectateurs : 17 500 Arbitrage : Andrew Dallas | Spectateurs : 17 500 Arbitrage : Andrew Dallas |

|       | Norvège                                                                | 3 - 3   | Suède                                                          | Ullevaal Stadion, Oslo                           |                                                  |
| 20h45 | ( King) Johnsen 41e · ( Henriksen) King 59e · ( Ødegaard) Kamara 90+6e | (1 - 0) | 70e Claesson · 86e (csc) Nordtveit · 90+1e Quaison (Claesson ) | Spectateurs : 23 459 Arbitrage : Gianluca Rocchi | Spectateurs : 23 459 Arbitrage : Gianluca Rocchi |
| 20h45 | Selnæs 28e · Nordtveit 52e · Johnsen 62e · Ajer 69e                    | Rapport | 29e Olsson · 55e Claesson · 72e Helander                       | Spectateurs : 23 459 Arbitrage : Gianluca Rocchi | Spectateurs : 23 459 Arbitrage : Gianluca Rocchi |

|               | Roumanie                                                                        | 4 - 1   | Îles Féroé                                  | Stade Docteur-Constantin-Rădulescu, Cluj-Napoca   |                                                   |
| 20h45 (21h45) | ( Keșerü) Deac 26e · Keșerü 29e · ( Grigore) Keșerü 32e · ( Chipciu) Pușcaș 63e | (3 - 1) | 40e (pen.) Davidsen                         | Spectateurs : 10 502 Arbitrage : Halil Umut Meler | Spectateurs : 10 502 Arbitrage : Halil Umut Meler |
| 20h45 (21h45) | Stanciu 16e · Moți 39e · Chipciu 47e · Grigore 85e                              | Rapport | 15e Joensen · 82e Frederiksberg · 86e Olsen | Spectateurs : 10 502 Arbitrage : Halil Umut Meler | Spectateurs : 10 502 Arbitrage : Halil Umut Meler |

| 3e journée                | Îles Féroé           | 1 - 4   | Espagne                                                                          | Tórsvøllur, Tórshavn                        |                                             |
| 7 juin 2019 20h45 (19h45) | ( Færø) K. Olsen 30e | (1 - 3) | 5e Ramos (Isco ) · 19e Navas (Aspas ) · 33e (csc) Gestsson · 71e Gayà (Asensio ) | Spectateurs : 3 226 Arbitrage : Enea Jorgji | Spectateurs : 3 226 Arbitrage : Enea Jorgji |
| 7 juin 2019 20h45 (19h45) |                      | Rapport | 46e Navas                                                                        | Spectateurs : 3 226 Arbitrage : Enea Jorgji | Spectateurs : 3 226 Arbitrage : Enea Jorgji |

|       | Norvège                                | 2 - 2   | Roumanie                                      | Ullevaal Stadion, Oslo                          |                                                 |
| 20h45 | Elyounoussi 56e · ( King) Ødegaard 70e | (0 - 0) | 76e Keșerü (Grigore ) · 90+2e Keșerü (Maxim ) | Spectateurs : 17 664 Arbitrage : Sergei Karasev | Spectateurs : 17 664 Arbitrage : Sergei Karasev |
| 20h45 | Berge 22e                              | Rapport | 17e Anton · 80e Grigore                       | Spectateurs : 17 664 Arbitrage : Sergei Karasev | Spectateurs : 17 664 Arbitrage : Sergei Karasev |

|       | Suède                                        | 3 - 0   | Malte          | Friends Arena, Solna                        |                                             |
| 20h45 | Quaison 2e · ( Berg) Claesson 50e · Isak 81e | (1 - 0) |                | Spectateurs : 26 421 Arbitrage : Rob Harvey | Spectateurs : 26 421 Arbitrage : Rob Harvey |
| 20h45 |                                              | Rapport | 35e Montebello | Spectateurs : 26 421 Arbitrage : Rob Harvey | Spectateurs : 26 421 Arbitrage : Rob Harvey |

| 4e journée                 | Îles Féroé                     | 0 - 2   | Norvège                                             | Tórsvøllur, Tórshavn                           |                                                |
| 10 juin 2019 20h45 (19h45) |                                | (0 - 0) | 49e Johnsen (Selnæs ) · 83e Johnsen (Elabdellaoui ) | Spectateurs : 3 083 Arbitrage : Donatas Rumšas | Spectateurs : 3 083 Arbitrage : Donatas Rumšas |
| 10 juin 2019 20h45 (19h45) | Baldvinsson 61e · Sørensen 88e | Rapport |                                                     | Spectateurs : 3 083 Arbitrage : Donatas Rumšas | Spectateurs : 3 083 Arbitrage : Donatas Rumšas |

|       | Malte    | 0 - 4   | Roumanie                                                            | Ta'Qali Stadium, Ta'Qali                      |                                               |
| 20h45 |          | (0 - 3) | 7e Pușcaș (Bancu ) · 29e Pușcaș (Keșerü ) · 34e Chipciu · 90+1e Man | Spectateurs : 6 471 Arbitrage : Dennis Higler | Spectateurs : 6 471 Arbitrage : Dennis Higler |
| 20h45 | Borg 60e | Rapport | 45+2e, 81e Chipciu                                                  | Spectateurs : 6 471 Arbitrage : Dennis Higler | Spectateurs : 6 471 Arbitrage : Dennis Higler |

|       | Espagne                                                      | 3 - 0   | Suède | Stade Santiago-Bernabéu, Madrid                 |                                                 |
| 20h45 | Ramos 64e (pen.) · Morata 85e (pen.) · ( Ruiz) Oyarzabal 87e | (0 - 0) |       | Spectateurs : 72 205 Arbitrage : William Collum | Spectateurs : 72 205 Arbitrage : William Collum |
| 20h45 | Alba 24e                                                     | Rapport |       | Spectateurs : 72 205 Arbitrage : William Collum | Spectateurs : 72 205 Arbitrage : William Collum |

| 5e journée                     | Îles Féroé    | 0 - 4   | Suède                                                                                       | Tórsvøllur, Tórshavn                          |                                               |
| 5 septembre 2019 20h45 (19h45) |               | (0 - 4) | 12e Isak (Lustig ) · 15e Isak (Larsson ) · 23e Lindelöf (Quaison ) · 41e Quaison (Larsson ) | Spectateurs : 3 108 Arbitrage : Tiago Martins | Spectateurs : 3 108 Arbitrage : Tiago Martins |
| 5 septembre 2019 20h45 (19h45) | Gregersen 28e | Rapport |                                                                                             | Spectateurs : 3 108 Arbitrage : Tiago Martins | Spectateurs : 3 108 Arbitrage : Tiago Martins |

|       | Norvège                                  | 2 - 0   | Malte     | Ullevaal Stadion, Oslo                           |                                                  |
| 20h45 | ( Hovland) Berge 34e · King 45+1e (pen.) | (2 - 0) |           | Spectateurs : 11 629 Arbitrage : Dumitri Muntean | Spectateurs : 11 629 Arbitrage : Dumitri Muntean |
| 20h45 | King 32e                                 | Rapport | 45e Nwoko | Spectateurs : 11 629 Arbitrage : Dumitri Muntean | Spectateurs : 11 629 Arbitrage : Dumitri Muntean |

|               | Roumanie             | 1 - 2   | Espagne                                            | Arena Națională, Bucarest                      |                                                |
| 20h45 (21h45) | ( Pușcaș) Andone 59e | (0 - 1) | 29e (pen.) Ramos · 47e Alcácer (Alba )             | Spectateurs : 50 024 Arbitrage : Deniz Aytekin | Spectateurs : 50 024 Arbitrage : Deniz Aytekin |
| 20h45 (21h45) | Marin 31e            | Rapport | 29e Ramos · 76e Niguez · 79e Llorente · 90+2e Kepa | Spectateurs : 50 024 Arbitrage : Deniz Aytekin | Spectateurs : 50 024 Arbitrage : Deniz Aytekin |

| 6e journée                     | Roumanie           | 1 - 0   | Malte       | Stade Ilie Oană, Ploieşti                     |                                               |
| 8 septembre 2019 18h00 (19h00) | ( Hagi) Pușcaș 47e | (0 - 0) |             | Spectateurs : 13 376 Arbitrage : Duje Strukan | Spectateurs : 13 376 Arbitrage : Duje Strukan |
| 8 septembre 2019 18h00 (19h00) |                    | Rapport | 42e Bonello | Spectateurs : 13 376 Arbitrage : Duje Strukan | Spectateurs : 13 376 Arbitrage : Duje Strukan |

|       | Espagne                                                                                                | 4 - 0   | Îles Féroé | El Molinón, Gijón                                  |                                                    |
| 20h45 | ( Oyarzabal) Rodrigo 13e · ( Alcántara) Rodrigo 50e · ( Alcántara) Alcácer 89e · ( Gayà) Alcácer 90+2e | (1 - 0) |            | Spectateurs : 23 644 Arbitrage : Krzysztof Jakubik | Spectateurs : 23 644 Arbitrage : Krzysztof Jakubik |
| 20h45 | Alcántara 44e · Ramos 72e                                                                              | Rapport |            | Spectateurs : 23 644 Arbitrage : Krzysztof Jakubik | Spectateurs : 23 644 Arbitrage : Krzysztof Jakubik |

|       | Suède                   | 1 - 1   | Norvège                  | Friends Arena, Solna                           |                                                |
| 20h45 | ( Ekdal) Forsberg 60e   | (0 - 1) | 45e Johansen (Ødegaard ) | Spectateurs : 38 372 Arbitrage : Slavko Vinčić | Spectateurs : 38 372 Arbitrage : Slavko Vinčić |
| 20h45 | Ekdal 66e · Larsson 70e | Rapport | 44e Henriksen            | Spectateurs : 38 372 Arbitrage : Slavko Vinčić | Spectateurs : 38 372 Arbitrage : Slavko Vinčić |

| 7e journée                    | Îles Féroé                                                      | 0 - 3   | Roumanie                                                                | Tórsvøllur, Tórshavn                           |                                                |
| 12 octobre 2019 18h00 (17h00) |                                                                 | (0 - 0) | 74e Pușcaș (Stanciu ) · 83e Mitriță (Keșerü ) · 90+4e Keșerü (Mitriță ) | Spectateurs : 2 381 Arbitrage : Aliyar Aghayev | Spectateurs : 2 381 Arbitrage : Aliyar Aghayev |
| 12 octobre 2019 18h00 (17h00) | Hendriksson 45e · Hansson 47e · Sørensen 71e · Nielsen (en) 82e | Rapport | 18e Nedelcearu · 76e Anton · 80e Bancu                                  | Spectateurs : 2 381 Arbitrage : Aliyar Aghayev | Spectateurs : 2 381 Arbitrage : Aliyar Aghayev |

|       | Malte                                       | 0 - 4   | Suède                                                                                  | Ta'Qali Stadium, Ta'Qali                       |                                                |
| 20h45 |                                             | (0 - 1) | 11e Danielson (Bengtsson ) · 58e (pen.) Larsson · 66e (csc) Agius · 71e (pen.) Larsson | Spectateurs : 10 702 Arbitrage : Sergei Ivanov | Spectateurs : 10 702 Arbitrage : Sergei Ivanov |
| 20h45 | Shaw (en) 39e · Muscat (en) 47e · Mbong 57e | Rapport | 62e Quaison                                                                            | Spectateurs : 10 702 Arbitrage : Sergei Ivanov | Spectateurs : 10 702 Arbitrage : Sergei Ivanov |

|       | Norvège           | 1 - 1   | Espagne                                                        | Ullevaal Stadion, Oslo                          |                                                 |
| 20h45 | King 90+4e (pen.) | (0 - 0) | 47e Ñíguez (Busquets )                                         | Spectateurs : 25 200 Arbitrage : Michael Oliver | Spectateurs : 25 200 Arbitrage : Michael Oliver |
| 20h45 | King 42e          | Rapport | 35e Rodrigo · 60e Busquets · 80e Ramos · 81e Ruiz · 90+2e Kepa | Spectateurs : 25 200 Arbitrage : Michael Oliver | Spectateurs : 25 200 Arbitrage : Michael Oliver |

| 8e journée                    | Îles Féroé                     | 1 - 0   | Malte                | Tórsvøllur, Tórshavn                               |                                                    |
| 15 octobre 2019 20h45 (19h45) | ( Hendriksson) Baldvinsson 71e | (0 - 0) |                      | Spectateurs : 2 677 Arbitrage : José María Sánchez | Spectateurs : 2 677 Arbitrage : José María Sánchez |
| 15 octobre 2019 20h45 (19h45) |                                | Rapport | 22e Mbong · 75e Borg | Spectateurs : 2 677 Arbitrage : José María Sánchez | Spectateurs : 2 677 Arbitrage : José María Sánchez |

|               | Roumanie                | 1 - 1   | Norvège                  | Arena Națională, Bucarest                     |                                               |
| 20h45 (21h45) | Mitriță 62e             | (0 - 0) | 90+2e Sørloth (Normann ) | Spectateurs : 29 854 Arbitrage : Bobby Madden | Spectateurs : 29 854 Arbitrage : Bobby Madden |
| 20h45 (21h45) | Benzar 42e · Nistor 80e | Rapport |                          | Spectateurs : 29 854 Arbitrage : Bobby Madden | Spectateurs : 29 854 Arbitrage : Bobby Madden |

|       | Suède                                 | 1 - 1   | Espagne                             | Friends Arena, Solna                            |                                                 |
| 20h45 | Berg 50e                              | (0 - 0) | 90+2e Rodrigo (Ruiz )               | Spectateurs : 49 712 Arbitrage : Clément Turpin | Spectateurs : 49 712 Arbitrage : Clément Turpin |
| 20h45 | Olsson 81e · Berg 89e · Larsson 90+2e | Rapport | 69e Ceballos · 80e Ruiz · 89e Rodri | Spectateurs : 49 712 Arbitrage : Clément Turpin | Spectateurs : 49 712 Arbitrage : Clément Turpin |

| 9e journée             | Norvège                                                                                      | 4 - 0   | Îles Féroé                  | Ullevaal Stadion, Oslo                      |                                             |
| 15 novembre 2019 18h00 | ( Selnæs) Reginiussen 4e · ( King) Fossum 8e · ( Fossum) Sørloth 62e · ( Selnæs) Sørloth 65e | (2 - 0) |                             | Spectateurs : 10 400 Arbitrage : Fran Jović | Spectateurs : 10 400 Arbitrage : Fran Jović |
| 15 novembre 2019 18h00 |                                                                                              | Rapport | 42e Baldvinsson · 86e Olsen | Spectateurs : 10 400 Arbitrage : Fran Jović | Spectateurs : 10 400 Arbitrage : Fran Jović |

|               | Roumanie                | 0 - 2   | Suède                                      | Arena Națională, Bucarest                       |                                                 |
| 20h45 (21h45) |                         | (0 - 2) | 18e Berg (Forsberg ) · 34e Quaison (Berg ) | Spectateurs : 49 678 Arbitrage : Daniele Orsato | Spectateurs : 49 678 Arbitrage : Daniele Orsato |
| 20h45 (21h45) | Stanciu 23e · Bancu 55e | Rapport | 50e Lindelöf                               | Spectateurs : 49 678 Arbitrage : Daniele Orsato | Spectateurs : 49 678 Arbitrage : Daniele Orsato |

|       | Espagne | 7 - 0   | Malte | Stade de Ramón de Carranza, Cadix              |                                                |
| 20h45 | ( Moreno) Morata 23e · ( Moreno) Cazorla 41e · ( Alcácer) Torres 62e · ( Moreno) Sarabia 63e · ( Alcántara) Olmo 69e · ( Bernat) Moreno 71e · ( Alcántara) Navas 85e | (2 - 0) |       | Spectateurs : 19 773 Arbitrage : Viktor Kassai | Spectateurs : 19 773 Arbitrage : Viktor Kassai |
| 20h45 | Rapport |         |       | Spectateurs : 19 773 Arbitrage : Viktor Kassai | Spectateurs : 19 773 Arbitrage : Viktor Kassai |

| 10e journée            | Malte                      | 1 - 2   | Norvège                                 | Ta'Qali Stadium, Ta'Qali                       |                                                |
| 18 novembre 2019 20h45 | ( Mifsud) Fenech (en) 40e  | (1 - 1) | 7e King (Dæhli ) · 62e Sørloth (Berge ) | Spectateurs : 2 708 Arbitrage : Aliyar Aghayev | Spectateurs : 2 708 Arbitrage : Aliyar Aghayev |
| 18 novembre 2019 20h45 | Borg 55e · Muscat (en) 66e | Rapport |                                         | Spectateurs : 2 708 Arbitrage : Aliyar Aghayev | Spectateurs : 2 708 Arbitrage : Aliyar Aghayev |

|       | Espagne | 5 - 0   | Roumanie       | Stade Metropolitano, Madrid                       |                                                   |
| 20h45 | ( Carvajal) Ruiz 8e · ( Cazorla) Moreno 33e · ( Gayà) Moreno 43e · ( Moreno) Rus 45e (csc) · ( Busquets) Oyarzabal 90+1e | (4 - 0) |                | Spectateurs : 36 198 Arbitrage : Aleksei Kulbakov | Spectateurs : 36 198 Arbitrage : Aleksei Kulbakov |
| 20h45 | Busquets 25e | Rapport | 36e Nedelcearu | Spectateurs : 36 198 Arbitrage : Aleksei Kulbakov | Spectateurs : 36 198 Arbitrage : Aleksei Kulbakov |

|       | Suède                                                                            | 3 - 0   | Îles Féroé                       | Friends Arena, Solna                       |                                            |
| 20h45 | ( Danielson) Andersson 29e · ( Helander) Svanberg 72e · ( Svanberg) Guidetti 80e | (1 - 0) |                                  | Spectateurs : 19 737 Arbitrage : Matej Jug | Spectateurs : 19 737 Arbitrage : Matej Jug |
| 20h45 | Svanberg 45e · Lindelöf 45+1e · Jansson 90e                                      | Rapport | 45+1e Gregersen · 87e Edmundsson | Spectateurs : 19 737 Arbitrage : Matej Jug | Spectateurs : 19 737 Arbitrage : Matej Jug |

## Statistiques

### Liste des buteurs
| 6 buts - Claudiu Keșerü 5 buts - Joshua King - George Pușcaș - Robin Quaison 4 buts - Alexander Sørloth - Álvaro Morata - Sergio Ramos - Rodrigo 3 buts - Bjørn Johnsen - Paco Alcácer - Gerard Moreno - Viktor Claesson - Alexander Isak | 2 buts - Alexandru Mitriță - Jesús Navas - Mikel Oyarzabal - Marcus Berg - Sebastian Larsson 1 but - Rógvi Baldvinsson - Viljormur Davidsen - Klæmint Olsen - Jákup Thomsen (en) - Steve Borg - Paul Fenech (en) - Kyrian Nwoko - Sander Berge - Tarik Elyounoussi - Iver Fossum - Stefan Johansen | - Ola Kamara - Martin Ødegaard - Tore Reginiussen - Florin Andone - Alexandru Chipciu - Ciprian Deac - Dennis Man - Santi Cazorla - Fabián Ruiz - José Gayà - Pablo Sarabia - Saúl Ñíguez - Pau Torres - Sebastian Andersson - Marcus Danielson - Emil Forsberg - John Guidetti - Victor Lindelöf - Mattias Svanberg |

Contre son camp  (csc)
- Teitur Gestsson
- Andrei Agius
- Håvard Nordtveit
- Adrian Rus

### Liste des passeurs
| 3 passes décisives - Thiago Alcántara - Gerard Moreno 3 passes décisives - Joshua King - Ole Selnæs - Claudiu Keșerü 2 passes décisives - Jordi Alba - Sergio Busquets - José Gayà - Fabián Ruiz - Sebastian Larsson - Martin Ødegaard - Dragoș Grigore | 1 passe décisive - Paco Alcácer - Marco Asensio - Iago Aspas - Juan Bernat - Daniel Carvajal - Santi Cazorla - Mario Hermoso - Isco - Jesús Navas - Mikel Oyarzabal - Pierre Bengtsson - Marcus Berg - Viktor Claesson - Marcus Danielson - Albin Ekdal - Emil Forsberg - Filip Helander - Mikael Lustig - Robin Quaison - Mattias Svanberg | - Sander Berge - Omar Elabdellaoui - Iver Fossum - Markus Henriksen - Even Hovland - Mats Møller Dæhli - Mathias Normann - Nicușor Bancu - Alexandru Chipciu - Ianis Hagi - Răzvan Marin - Alexandru Maxim - Alexandru Mitriță - George Pușcaș - Nicolae Stanciu - Odmar Færø - Brandur Hendriksson - Gilli Sørensen - Paul Fenech (en) - Michael Mifsud |

## Discipline
Un joueur est automatiquement suspendu pour le match suivant :
- S'il cumule trois avertissements (cartons jaunes) lors de trois matchs différents.
- S'il se voit décerner une exclusion de terrain (carton rouge).
- S'il cumule cinq avertissements lors de matchs différents.
- Pour chaque avertissement à partir du cinquième.
  - En cas d’infraction grave, l’Instance de contrôle, d’éthique et de discipline de l'UEFA est habilitée à aggraver la sanction, y compris en l'étendant à d'autres compétitions.

| Joueurs           | Cartons | Suspensions                                      |
| ----------------- | --- | ------------------------------------------------ |
| Andrei Agius      | 1re journée, contre Îles Féroé (23 mars 2019) | 2e journée, contre Espagne (26 mars 2019)        |
| Dragoș Grigore    | 1re journée, contre Suède (23 mars 2019) · 2e journée, contre Îles Féroé (26 mars 2019) · 3e journée, contre Norvège (7 juin 2019)               | 4e journée, contre Malte (10 juin 2019)          |
| Alexandru Chipciu | 4e journée, contre Malte (10 juin 2019) | 5e journée, contre Espagne (5 septembre 2019)    |
| Diego Llorente    | 5e journée, contre Roumanie (5 septembre 2019)                                                                                                   | 6e journée, contre Îles Féroé (8 septembre 2019) |
| Gilli Sørensen    | 1re journée, contre Malte (23 mars 2019) · 4e journée, contre Norvège (10 juin 2019) · 7e journée, contre Roumanie (12 octobre 2019)             | 8e journée, contre Malte (15 octobre 2019)       |
| Sergio Ramos      | 5e journée, contre Roumanie (5 septembre 2019) · 6e journée, contre Îles Féroé (8 septembre 2019) · 7e journée, contre Norvège (12 octobre 2019) | 8e journée, contre Suède (15 octobre 2019)       |
| Steve Borg        | 1re journée, contre Îles Féroé (23 mars 2019) · 4e journée, contre Roumanie (10 juin 2019) · 8e journée, contre Îles Féroé (15 octobre 2019)     | 9e journée, contre Espagne (15 novembre 2019)    |